# أسوكا تاتهإيش
أسوكا تاتهإيش (باليابانية: 立石 飛鳥) (9 يونيو 1983 في كاغوشيما في اليابان – )؛ هو لاعب كرة قدم ياباني سابق كان يلعب كمدافع.

## وصلات خارجية
- أسوكا تاتهإيش على موقع رابطة كرة القدم اليابانية للمحترفين (اليابانية)